# Distorimula mexicana
Distorimula mexicana — вид грибів, що належить до монотипового роду  Distorimula.